# Абрамова Ольга Миколаївна
Абрамова Ольга Миколаївна (нар. 4 травня 1944, Умань) — українська художниця, член НСХУ.

## Біографія
У 1968 році закінчила Київський художній інститут, майстерня Віктора Пузиркова.
З 1968 року працює художником-викладачем фахових дисциплін Державної художньої середньої школи імені Тараса Шевченка у Києві.

## Творчість
Брала участь у численних виставках: всесоюзних (1981), республіканських (1971, 1977, 1982, 1989), всеукраїнських (1992, 1993), Декаді українського образотворчого мистецтва у Москві (1985).
Працює в жанрі плаката, декоративного живопису, що спирається на традиції українського народного мистецтва, настінного розпису, техніках акварелі та графіки.

### Окремі твори
Плакати

«Встане Україна, світ правди засвітить!» (1993)

- «Вчитись, вчитись, вчитись…» (1971),
- «Бережіть» (1977),
- «Скарбам мистецтва належне місце» (1982),
- «Мир. Війні — ні» (1985),
- «Олександр Блок» (1986),
- «З Днем учителя» (1986),
- «Народ мій є, народ мій завжди буде!» (1989),
- «Я в сім'ї господиня, молода берегиня…» (1989),
- «Розвивайся ти, високий дубе» (1992),
- «Встане Україна, світ правди засвітить!» (1993).